# Boura (Boura)
Pour les articles homonymes, voir Boura.
Ne doit pas être confondu avec Bouara.
Boura est une commune et le chef-lieu du département de Boura de la province de Sissili dans la région du Centre-Ouest au Burkina Faso.

## Géographie
Boura, située à 5 km au nord de la frontière avec le Ghana, est traversée par la route nationale 20.

## Éducation et santé
La commune accueille un centre de santé et de promotion sociale (CSPS).